# Радуга (шхуна, 1818)
«Радуга» — парусная шхуна Балтийского флота Российской империи, находившаяся в составе флота с 1818 по 1828 год и использовавшаяся по большей части в качестве гидрографического судна.

## Описание судна
Парусная шхуна с деревянным корпусом, вооружение судна по сведениям из различных источников могло включать от 14 до 16 орудий. Одно из четырёх парусных судов Российского императорского флота, носивших это имя, в составе Балтийского флота также служили одноимённые шхуны 1828 и 1845 годов постройки, а в составе Каспийской флотилии одноимённый бриг 1806 года постройки.

## История службы
Шхуна «Радуга» была заложена на Охтенской верфи 5 (17) января 1817 года и после спуска на воду 1 (13) июля 1818 года вошла в состав Балтийского флота. Строительство вёл корабельный мастер 9 класса, а с 1818 года 8 класса В. Ф. Стоке.
С 1820 по 1827 год на шхуне выполнялись гидрографические работы в Финском заливе и Балтийском море. В том числе в кампании 1821 и 1822 годов находилась во главе отряда под общим командованием капитан-лейтенанта А. И. Тихменева, который производил опись южного берега залива. В кампании 1823 и 1824 годов вновь принимала участие в описи южного берега Финского залива в составе другого отряда. В кампанию 1825 года совершала плавания между портами Финского залива, в том числе Кронштадтом, Ригой и Свеаборгом. В кампанию следующего 1826 года привлекалась для выполнения работ по описи акватории Балтийского моря.
В кампанию 1827 года шхуна «Радуга» вновь совершала плавания между портами Финского залива, а в следующем 1828 году была разобрана в Кронштадте.

## Командиры шхуны
Командирами парусной шхуны «Радуга» в составе Российского императорского флота в разное время служили:
- капитан-лейтенант А. И. Тихменев (1821—1822 годы)[14];
- капитан-лейтенант И. П. Епанчин (1823 год)[15];
- лейтенант Я. А. Шихманов (1825 год)[16];
- лейтенант Н. Н. Назимов (1826 год)[17];
- капитан-лейтенант 3. 3. Балк (1827 год)[11].